# 劉應秋
劉應秋（1548年—1600年），字士和，號兌陽，江西吉安府吉水縣人，明朝政治人物、探花。

## 生平
嘉靖⼆十七年（1548年）出生。萬曆十年（1583年）壬午科江西鄉試中式第一名舉人（解元）。萬曆十一年（1584年）登癸未科進士一甲第三名（探花），授翰林院編修。十五年养病，十七年復除原官，本年升任南京國子監司業。萬曆十八年（1591年）彈劾內閣首輔申時行，二十年升右春坊右中允，管司業事，二十一年回坊管事，充任经筵日講官，二十二年升司经局洗马，二十三年升右谕德，掌右春坊庶子，二十五年官至國子監祭酒。萬曆二十六年（1599年）因第一次妖書案連坐，次年被令致仕去職。萬曆二十八年庚子卒，崇祯年间，追贈礼部侍郎，諡文節。著有《劉大司成文集》等。

## 家族
曾祖劉文鳴；祖父劉方興，舉人，曾任潯州府推官；父劉子武。母羅氏。具庆下。兄應春、應夏。弟應冬、應程、應秩。
其子劉同升為崇禎十年（1637年）丁丑科狀元。侧室王氏生次子劉萃升。

## 延伸阅读
[在维基数据编辑]
 《明史卷二百一十六》，出自《明史》